# Большой Телемез
Большой Телемез — река в России, протекает по Челябинской области. Устье реки находится в 106 км по левому берегу реки Лемеза. Длина реки составляет 13 км.

## Данные водного реестра
По данным государственного водного реестра России относится к Камскому бассейновому округу, водохозяйственный участок реки — Сим от истока и до устья, речной подбассейн реки — Белая. Речной бассейн реки — Кама.
Код объекта в государственном водном реестре — 10010200612111100019300.